# R. E. Dearing
R. E. Dearing (bürgerlich: Robert Dearing; * 1893 in Combs, Suffolk; † Februar 1968 in Hillingdon, Middlesex) war ein britischer Filmeditor. Bekannt wurde er vor allem in den 1930er und 1940er Jahren durch seine Arbeit für Filme wie Eine Dame verschwindet, Kipps – Roman eines einfachen Menschen, Der Herr in Grau oder Gaslicht und Schatten.

## Leben und Karriere
Der 1893 in Combs in der Grafschaft Suffolk als Robert Dearing geborene Filmeditor arbeitete während seiner Laufbahn an zahlreichen Komödien für Gainsborough Pictures mit, darunter einige frühe Filme von Regisseur Sir Carol Reed. International bekannt wurde R. E. Dearing in den 1930er und 1940er Jahren vor allem durch Filme wie Alfred Hitchcocks Spionagethriller Eine Dame verschwindet mit Margaret Lockwood und Michael Redgrave in den Hauptrollen. Später arbeitete er unter anderem mit Regisseuren wie Marcel Varnel bei The Frozen Limits zusammen, sowie mit Leslie Arliss beim Historiendrama Der Herr in Grau oder mit Anthony Asquith bei seinem romantischen Drama Gaslicht und Schatten mit Phyllis Calvert, James Mason und Wilfrid Lawson.
Andere Regisseure, mit denen er während seiner Karriere zusammenarbeitete, waren unter anderem Victor Saville, Maurice Elvey, Sinclair Hill, Albert de Courville, Charles Reisner, William Beaudine, Roy William Neill, Robert Stevenson, Walter Forde, Herbert Mason, Val Guest oder Frank Launder.
Bei mehreren Produktionen stand ihm der Filmeditor Alfred Roome zur Seite. Nach dem Krieg arbeitete er von 1950 bis 1963 vorwiegend als Produktionsleiter beim Film.
R. E. Dearing verstarb im Februar 1968 in Hillingdon in der Grafschaft Middlesex.

## Filmografie (Auswahl)

### Kino
- 1931: No Lady
- 1931: Hindle Wakes
- 1931: The Happy Ending
- 1933: The Woman in Command
- 1933: The Man from Toronto
- 1933: Falling for You
- 1933: Friday the Thirteenth
- 1934: Wild Boy
- 1935: Things Are Looking Up
- 1936: The Man Who Lived Again
- 1936: Everybody Dance
- 1936: Windbag the Sailor
- 1937: Good Morning, Boys
- 1937: O-Kay for Sound
- 1937: Doctor Syn
- 1937: Oh, Mr. Porter!
- 1938: To the Victor
- 1938: Bank Holiday
- 1938: Convict 99
- 1938: Alf's Button Afloat
- 1938: Eine Dame verschwindet (The Lady Vanishes)
- 1938: Hey! Hey! U.S.A!
- 1938: Old Bones of the River
- 1939: A Girl Must Live
- 1939: Ask a Policeman
- 1939: Shipyard Sally
- 1939: Inspector Hornleigh on Holiday
- 1939: Where's That Fire?
- 1939: The Frozen Limits
- 1940: They Came by Night
- 1940: Band Waggon
- 1940: For Freedom
- 1940: Night Train to Munich
- 1940: The Girl in the News
- 1940: Charley's (Big-Hearted) Aunt
- 1940: Neutral Port
- 1941: Gasbags
- 1941: Kipps – Roman eines einfachen Menschen (The Remarkable Mr. Kipps)
- 1941: Inspector Hornleigh Goes to It
- 1941: Cottage to Let
- 1941: Once a Crook
- 1941: I Thank You
- 1941: Hi Gang!
- 1942: Back-Room Boy
- 1942: Uncensored
- 1942: The Young Mr. Pitt
- 1942: King Arthur Was a Gentleman
- 1943: It's That Man Again
- 1943: We Dive at Dawn
- 1943: Miss London Ltd.
- 1943: Der Herr in Grau (The Man in Grey)
- 1943: Millions Like Us
- 1944: Bees in Paradise
- 1944: Time Flies
- 1944: Gaslicht und Schatten (Fanny by Gaslight)
- 1944: Give Us the Moon
- 1944: Two Thousand Women